# Nádrž vodního díla Nechranice
Nádrž vodního díla Nechranice este o arie protejată (arie de protecție specială avifaunistică — SPA) din Republica Cehă întinsă pe o suprafață de 1.191,48 ha, integral pe uscat.

## Localizare
Centrul sitului Nádrž vodního díla Nechranice este situat la coordonatele 50°21′35″N 13°22′55″E / 50.359722°N 13.381944°E.

## Înființare
Situl Nádrž vodního díla Nechranice a fost declarat arie de protecție specială avifaunistică în octombrie 2004 pentru a proteja 1 specie de animale.

## Biodiversitate
Situată în ecoregiunea continentală, aria protejată nu include niciun habitat protejat.
La baza desemnării sitului se află o specie protejată de  păsări: gâscă de semănătură (Anser fabalis).